# Dalten
Dalten ist ein isolierter Nunatak im ostantarktischen Königin-Maud-Land. Er ragt 2,5 km ostsüdöstlich des Dilten und 11 km nordwestlich der Borga auf.
Norwegische Kartografen, die ihn auch benannten, kartierten den Nunatak anhand geodätischer Vermessungen und Luftaufnahmen der Norwegisch-Britisch-Schwedischen Antarktisexpedition (1949–1952).